# Nazionale maschile di hockey su pista della Danimarca
La nazionale di hockey su pista della Danimarca è la selezione maschile di hockey su pista che rappresenta la Danimarca in ambito internazionale.

Tra il 1951 e il 1958 ha partecipato a sei edizioni del Campionato del mondo di hockey su pista (1951, 1952, 1953, 1954, 1955, valevoli anche come campionati europei, e 1958), classificandosi sempre in ultima posizione.
Attualmente è inattiva.